# Лионский вокзал
Лионский вокзал (фр. gare de Lyon, Гар-де-Льон), официально Paris-Gare-de-Lyon — один из семи крупнейших железнодорожных терминалов, расположенных в Париже. Построен к Всемирной выставке 1900 года. Состоит из нескольких уровней-этажей. Представляет собой классический пример архитектуры своего времени.
Вокзал расположен в XII округе, на правом берегу реки Сены, на востоке Парижа. Был открыт в 1849 году и является северной конечной станцией железной дороги Париж — Марсель. Он назван в честь города Лиона — остановки многих поездов дальнего следования, отправляющихся отсюда, в основном на юг Франции. Вокзал обслуживается высокоскоростными поездами TGV, которые отправляются в южную и восточную Францию, Швейцарию, Германию, Италию и Испанию. На вокзале также останавливаются региональные поезда и поезда RER, а также имеется переход на станцию «Гар-де-Льон» Парижского метрополитена.
Большая башня с часами на углу Лионского вокзала высотой 64 метра также датируется 1900 годом.
Вокзальный ресторан «Синий экспресс» (Le Train Bleu) с обстановкой в восточном стиле обслуживает путешественников и гостей столицы с 1901 года.

## История

### Первый вокзал, 1847 год
Железнодорожная станция Лион (I) строилась с 1847 года. Официально она была открыта для публики 12 августа 1849 года под названием «Железнодорожная станция из Парижа в Монтеро» (фр. Embarcadère de chemin de fer de Paris à Montereau). Это было дощатое здание, спроектированное архитектором Франсуа-Алексисом Сендриё под руководством барона Хауссмана, и на момент постройки оно ожидало арбитражного разбирательства между французским государством и первой компанией Compagnie des chemins de fer de Paris à Lyon et à la Méditerranée (PLM) по поводу его управления. Компании PLM не очень нравилось, что рядом с вокзалом строилась тюрьма Мазас. Компания надеялась, что она сможет довести железнодорожную ветку до площади Бастилии. Однако вместо этого была проложена улица Лион (фр. Rue de Lyon). Станция многократно расширялась с увеличением объёмов железнодорожных перевозок.

### Второй вокзал, 1855 год
Поскольку станция стала непригодной для дальнейшего расширения, в 1855 году по планам Франсуа-Алексиса Сендриё был построен Лионский вокзал (II), который стал управляться новой железнодорожной компанией Paris à Lyon (PL). Вокзал был построен на насыпи высотой от шести до восьми метров, чтобы защитить его от разливов Сены. В нём всего пять путей, занимающих большой зал длиной 220 метров и шириной 42 метра. Находящийся справа от входа в зал прибытия портик соединял сам вокзал с расположенным сбоку центральным административным зданием Bâtiment X, выходящим на бульвар Мазас. Здание вокзала было частично уничтожено пожаром во время Парижской коммуны в 1871 году и позднее восстановлено в прежнем виде.
8 июля 1887 года отъезд из Парижа генерала Жоржа Буланже вызвал демонстрацию: 8 000 человек вторглись на вокзал и покрыли поезд плакатами «Il reviendra» (с фр. — «Он вернётся») и задержав его отправление на полтора часа.

### Третий вокзал, 1900 год
К 1900 году, к началу Всемирной выставки 1900 года, был построен новый тринадцатипутный Лионский вокзал (III), спроектированный тулонским архитектором Мариусом Тудуаром и украшенный большой фреской марсельского художника Жана-Батиста Олива, изображающей некоторые города, на которые можно выехать с этого вокзала. Он был торжественно открыт 6 апреля 1901 года Эмилем Лубе, президентом Третьей республики.
Фасад вокзала выходил на площадь Дидро (ныне площадь Луи-Армана), а часовая башня высотой 67 метров покрыта цинковым куполом. На вершину часовой башни ведёт лестница из четырёхсот ступеней. На башне установлены монументальные часы работы Поля Гарнье с четырьмя циферблатами диаметром 6,4 метра и 140 м2 витражного стекла. Латунные римские цифры окрашены вручную и имеют высоту один метр. Стрелки часов изготовлены из алюминия; минутная весит 38 кг и имеет размер 4 метра, а часовая весит 26 кг и имеет размер 2,8 метра. До 1929 года циферблаты освещались изнутри 250 газовыми лампами. Они были заменены электрическим освещением, модернизированным в 2005 году компанией Bodet.

## Происшествия
- 27 июня 1988 года: поезд с отключёнными тормозами потерял управление и врезался в переполненный пассажирский состав на станции «Лионский вокзал» в Париже. Тогда это была самая страшная катастрофа на железной дороге в истории национальных железных дорог Франции. Она унесла жизни 56 человек, около 50 было ранено. National Geographic выпустил фильм «Секунды до катастрофы: Железнодорожная катастрофа в Париже».
- 28 февраля 2020 года: пожар в Лионском вокзале. Есть подозрение, что причиной стал поджог[6].